# Битва при Саблате
Битва при Саблате (чеш. Záblatí, нем. Sablat), произошла 10 июня 1619 во время чешского периода Тридцатилетней войны. Битва произошла между имперской армией графа Бюкуа и протестантской армией графа Мансфельда.
Когда граф Мансфельд шёл на поддержку генерала Гогенлоэ, который осаждал Ческе Будеёвице, генерал Бюкуа перехватил его возле маленькой деревни Саблат и навязал сражение.
Мансфельд потерпел поражение, потеряв как минимум 1500 солдат и обоз.
В результате протестанты были вынуждены снять осаду с Чёске Будеёвице.